# هانز بيتر فريدرش
هانز بيتر فريدرش (بالألمانية: Hans-Peter Friedrich) (ولد 10 مارس 1957) سياسي ألماني, هو عضو في البرلمان الألماني، يكوّن الحزب المسيحي الاجتماعي تحالف الحكومة مع حزب مستشارة
ألمانيا أنغيلا ميركل الاتحاد الديمقراطي المسيحي.

## روابط خارجية
- هانز بيتر فريدرش على موقع IMDb (الإنجليزية)
- هانز بيتر فريدرش على موقع مونزينجر (الألمانية)